# Burgstall Limmelburg
Der Burgstall Limmelburg, auch als Schüssel bezeichnet, ist eine abgegangene hoch- oder Spätmittelalterliche Höhenburg etwa 900 Meter westlich von Straß, einem Gemeindeteil der niederbayerischen Gemeinde Wurmannsquick im Landkreis Rottal-Inn in Bayern.

## Beschreibung
Die Limmelburg, eine vom Typus her zu den ebenerdigen Ansitzen zu zählende Anlage, liegt an einem nach Westen abfallenden Geländevorsprung in der Waldflur Demmelhuber Holz auf 470 m ü. NN. Von der ovalen Befestigung besteht nur noch ein Ringwall, dessen Innenfläche eine Ost-West-Ausdehnung von zwölf und eine Nord-Süd-Ausdehnung von acht Metern hat, und ein Ringgraben. Der Ringwall ohne Unterbrechung erreicht noch eine Höhe von 1,5 Metern. Die Grabensohle liegt drei Meter tiefer als die Wallkrone, die Außenböschung steigt an der Ostseite der Anlage bis zu zwei Meter an. Auch der Ringgraben ist nicht unterbrochen.
Geschichtliche Informationen über diese Befestigung gibt es nicht, sie wird grob auf das Hoch- oder Spätmittelalter datiert. Im Inneren des Ringwalles und an der nordwestlichen Wallkrone wurden kleinere Grabungen durchgeführt, wie die dabei entstandenen Gruben zeigen. Ob damals Funde gemacht wurden, ist nicht bekannt.
Die Stelle ist als Bodendenkmal Nummer D-2-7642-0017: Burgstall des hohen oder späten Mittelalters ("Schüssel" bzw. "Limmelburg") geschützt.